# 小行星9055
小行星9055（9055 Edvardsson）是一颗绕太阳运转的小行星，为主小行星带小行星。该小行星于1992年2月29日发现。

## 轨道参数
小行星9055的轨道半长轴为2.8024902 UA，离心率为0.279。